# Santa Ana (řeka)
Santa Ana River je největší řeka Jižní Kalifornie, USA. Je dlouhá 154 km a její povodí zasahuje čtyři státy.

## Průběh toku
Pramení v San Bernardino Mountains, protéká městy San Bernardino a Riverside a ústí do Tichého oceánu.

### Přítoky
Jejími největšími přítoky jsou Lytle, Temescal a Santiago Creeks.

## Využití
Břehy jsou na mnoha místech vybetonovány. Nedaleko města Redlands stojí na řece přehrada Seven Oaks Dam.